# Demone bianco
Demone bianco (Bewitched) è un film del 1945 diretto da Arch Oboler.
È un thriller noir statunitense con Phyllis Thaxter, Edmund Gwenn e Henry H. Daniels Jr..

## Produzione
Il film, scritto e diretto da Arch Oboler, fu prodotto da Jerry Bresler per la Metro-Goldwyn-Mayer e girato da inizio novembre all'inizio di dicembre 1944. I titoli di lavorazione furono The Crime of Joan Ellis e  Alter Ego.

## Distribuzione
Il film fu distribuito con il titolo Bewitched negli Stati Uniti nel luglio del 1945 al cinema dalla Metro-Goldwyn-Mayer.
Altre distribuzioni:
- in Italia (Demone bianco)
- in Brasile (Mundo de Sombras)

## Promozione
La tagline è: SHE LIVED TWO AMAZING LIVES! Darling of Society... Cruel Love-Killer.